# 塔斯马尼亚的格罗布斯特
塔斯马尼亚的格罗布斯特（英语：Tasmanian Globster）是指1960年8月在塔斯马尼亚发现的神秘海洋生物尸体。这具尸体尺寸为20×18英尺（6米×5.5米），重约为5-10吨。在1981年，经过电子显微镜分析，塔斯马尼亚的格罗布斯特确认为鲸鱼的膠原蛋白物质。

## 另请参见
- 大型神秘海洋生物屍體

- 四哩海滩的格罗布斯特